# Теодор Гиртакен
Теодор Гиртакен, в транслітерації латиною Theodorus Hyrtacenus ( грец. Θεόδωρος Ὑρτακηνός  </link> ), ритор, викладач риторики, придворний імператора Андроніка ІІ Палеолога. Його "золотий час" припав на правління Андроніка II Палеолога (правління 1282–1328), При його дворі Гиртакен виконував роль суперінтенданта вчителів риторики та красного письменства.
До нас дійшли дев'яносто три листи Теодора Гиртакена, привітальна, а також три похоронні його промови. Пишні риторичні звороти, наявні у цих творах, ускладнюють їхнє сприйняття. Втім, вони засвідчують широку обізнаність автора з античною поезією. З-поміж інших збережених творів слід згадати панегірик Діві Марії, панегірик Аніні Тавматургу та опис саду святої Анни в Назареті. 

## Подальше читання
- A. Karpozilos, «The Correspondence of Theodoros Hyrtakenos», Jahrbuch der Österrichischen Byzantinistik, 43 (1993), pp. 221-31